# Голиней, Олег Васильевич
Оле́г Васи́льевич Голине́й (укр. Олег Васильович Голіней; 27 мая 1985, Берёзовка) — украинский военнослужащий, полковник, участник российско-украинской войны. Герой Украины (2022).   

## Биография
Олег Голиней окончил Кременчугский военный лицей с усиленной военно-физической подготовкой в 2002 году, затем — Военный институт ракетных войск и артиллерии имени Богдана Хмельницкого Сумского университета в 2007 году и Национальный университет обороны Украины в 2022 году. 
С 2014 года участвовал в боевых действиях на Донбассе, служил в артиллерийском подразделении Вооружённых Сил Украины, где прошёл путь от командира взвода до командира дивизиона.
В 2018 году переведён в Национальную гвардию Украины, где командовал артиллерийским подразделением 4-й бригады оперативного назначения.
С началом полномасштабного вторжения России в Украину в феврале 2022 года, 25 февраля артиллерийская батарея под командованием Олега Голинея уничтожила около 30 российских солдат, танки Т-72 и БМП в районе посёлка Трёхизбенка Луганской области. Затем он обеспечил вывод из окружения личного состава своей батальонной тактической группы и других подразделений Национальной гвардии Украины. 
3 марта его подразделение уничтожило две российские самоходные артиллерийские установки вблизи города Рубежное.

## Награды
- Звание «Герой Украины» с удостоением ордена «Золотая Звезда» (17 июня 2022) — за личное мужество и героизм, проявленные в защите государственного суверенитета и территориальной целостности Украины, верность военной присяге[2].